# The Hunger for More
The Hunger for More — дебютный альбом американского рэпера Ллойда Бэнкса, выпущенный 29 июня 2004 года на лейблах G-Unit Records и Interscope Records.

## Создание
Хитами с этого альбома являются синглы «On Fire», «I’m So Fly» и «Karma». Гостями альбома стали 50 Cent, Tony Yayo, Young Buck, Eminem, Snoop Dogg, Nate Dogg и Game.

### Концепция
Во время интервью Ллойд Бэнкс объяснил название альбома:

Когда я говорю The Hunger for More (с англ. — «Хочу больше»), я имею в виду, что хочу быть более успешным. Или что нужно уважения, больше силы, больше понимания. Всех этих вещей нужно больше. Но мне кажется, я уже добился этого, потому что в районе, в котором я вырос, на каждом углу есть тот, кто хочет стать таким, как я.
Оригинальный текст (англ.)When I say The Hunger for More, it could be referring to more success. It could be more money. Or Respect. More power. More understanding. All those things lead up to that hunger for more, because my more isn't everybody else's more. I feel like I made it already, because I got already what everybody on the corners of the neighborhood I grew up in is striving to get.
— Billboard

## Запись
«У нас была студия в гастрольном автобусе. Я писал в дороге, проходя через разные ситуации, постоянно гастролируя. Там был 50 Cent, там были Snoop Dogg, Busta Rhymes, Jay-Z, много людей, и я пытаюсь найти свою полосу, одновременно проходя через все входы и выходы».
«Я записал около 50 треков и должен был выбрать из них те, которые войдут в альбом. „Chips it down“ означает, что когда у тебя нет денег, ты начинаешь осознавать, что они нужны буквально на всё, и понимаешь, что деньги могут изменить всю твою жизнь. Эта песня о пути от полного безденежья к состоянию, когда у тебя есть всё — деньги, машины, драгоценности. Когда я записываю треки для альбома, я даю слушателям то же, что и на микстейпах, но при этом добавляю материал, который мне неважно, вызовет ли он у публики „ууу“ или „вау“. Я делаю это не ради эффекта, а потому, что считаю, что об этом нужно знать. Понимаешь? Если я говорю, что тебе нужно знать, чего ожидать от моего района, это своего рода послание. Плохие новости всегда распространяются быстрее хороших, так что если ты вырос в пригороде или вообще где-то далеко, возможно, мой личный опыт поможет тебе по-другому взглянуть на свой район. Поэтому, когда я работаю над альбомом, есть вещи, которые я говорю не ради эффектных реакций, а потому, что считаю их важными».

## Продажи
Сразу после выхода альбом оказался на первом месте в Billboard 200 с 433 500 проданных копий за первую неделю. Альбом стал платиновым в США и Канаде.
В течение первой недели после выхода The Hunger For More из дистрибьюторского центра на Манхэттене было украдено около восьми коробок компакт-дисков (200 копий). В первый день продаж альбома в магазине звукозаписей в Нью-Йорке преступник украл со стеллажей около ста копий компакт-диска, однако позже они были возвращены.

## Список композиций
| #  | Название                                                 | Продюсер(ы)                | Длительность |
| -- | -------------------------------------------------------- | -------------------------- | ------------ |
| 1  | «Ain’t No Click» (featuring Tony Yayo)                   | Havoc                      | 4:25         |
| 2  | «Playboy»                                                | Ron Browz                  | 4:32         |
| 3  | «Warrior»                                                | Thayod Ausar               | 2:47         |
| 4  | «On Fire»                                                | K1 Mil, Eminem (co.)       | 3:07         |
| 5  | «I Get High» (featuring 50 Cent & Snoop Dogg)            | Hi-Tek                     | 4:09         |
| 6  | «I’m So Fly»                                             | Timbaland, Danja (co.)     | 4:00         |
| 7  | «Work Magic» (featuring Young Buck)                      | Scram Jones                | 4:27         |
| 8  | «If You So Gangsta»                                      | Chad Beatz & Sha Money XL  | 3:31         |
| 9  | «Warrior Part 2» (featuring Eminem, 50 Cent & Nate Dogg) | Eminem                     | 3:38         |
| 10 | «Karma» (featuring Avant)                                | Greg «Ginx» Doby           | 4:38         |
| 11 | «When the Chips Are Down» (featuring Game)               | Black Jeruz & Sha Money XL | 3:39         |
| 12 | «Til the End» (featuring Nate Dogg)                      | Eminem                     | 5:09         |
| 13 | «Die One Day»                                            | Baby Grand                 | 3:14         |
| 14 | «South Side Story»                                       | Diaz Brothers              | 4:10         |
| 15 | «Just Another Day»                                       | Tone Capone                | 3:29         |
| 16 | «Take A Good Look»                                       | J-Hen                      | 2:53         |

## Позиции в чартах
| Чарты (2004)                          | Позиция |
| ------------------------------------- | ------- |
| Dutch Albums Chart                    | 83      |
| French Albums Chart                   | 37      |
| German Albums Chart                   | 45      |
| Irish Albums Chart                    | 36      |
| Swiss Albums Chart                    | 65      |
| UK Albums Chart                       | 15      |
| Canadian Albums Chart                 | 2       |
| U.S. Billboard 200                    | 1       |
| U.S. Billboard Top R&B/Hip-Hop Albums | 1       |